# ユーミン乾杯!!
『ユーミン乾杯!!』（ユーミンかんぱい!!）は、松任谷由実（ユーミン）のコラボレーション・ベスト・アルバム。2023年12月20日にユニバーサルミュージック内のレーベル・EMI Recordsより発売された。

## 概要
- デビュー50周年を記念して企画されたベストアルバム『ユーミン万歳!』に続く、松任谷由実50周年記念企画のファイナルを飾る自身初のコラボレーション・ベスト・アルバム[6]。
- 構想から発売まで約2年半。「懐かしい未来、新しい過去」をコンセプトに、ユーミンのオリジナルマルチテープを開放し、今のアーティストがそれぞれの解釈でスクラップ＆ビルド、楽曲を再構築するという新しい形でのコラボレーションを実現[6]。
- 岡村靖幸、くるり、GLIM SPANKY、小室哲哉、Nina Kraviz、乃木坂46[注 1]、YOASOBI、YONCE（Suchmos・Hedigan’s）、RHYMESTER（五十音順）という参加アーティストは、ユーミンとゆかりが深く、この企画に賛同するアーティストとしてユーミン自らが選定。企画、選曲にもユーミン本人が深く関わり、10組のアーティストとのコラボレーションが成立した[7]。
- 長らくCD化がされてなかった松任谷由実、小田和正、財津和夫名義で1985年にリリースされた『今だから』を、シングルA面だけでなくB面収録の(another version)と共に先述のベストアルバム『ユーミン万歳!』でもマスタリングを手掛けたGOH HOTODAによるリマスターで初CD化[6]。
- 桑田佳祐＆松任谷由実名義の『Kissin' Christmas (クリスマスだからじゃない) 2023』は、1986年に桑田佳祐が中心となって企画された音楽番組・日本テレビ「メリー・クリスマス・ショー」のために制作された作詞:松任谷由実、作曲:桑田佳祐による原曲を、世界観はそのままにリメイクし、桑田とユーミンのデュエット歌唱を新たにレコーディング。楽曲の中では、桑田佳祐、松任谷由実それぞれの名曲もマッシュアップされた[6]。
- 同アルバムの発売にあわせてユーミンは、以下のコメントを寄せている。

- CD版のみシークレットトラックが一曲収録されている。発売前、CDのみに隠された秘密があることが公開されていた[8]。

## 記録

### オリコンアルバムチャート
- 2023年12月23日付デイリーチャート
  - デイリーランキングで5,607枚を売り上げ、1位を記録した[9]。
- 2023年12月28日付デイリーチャート
  - デイリーランキングで1,675枚を売り上げ、1位を記録した
- 2024年01月01日付週間チャート（発売初週）
  - 週間ランキングで初週57,490枚を売り上げ、初登場2位を記録した[1]。
  - 週間デジタルランキングで1,468DLを獲得し、初登場3位を記録した[2]。
  - 週間合算ランキングで59,842PTを獲得し、初登場2位を記録した[3]。自身通算3作目のTOP3入りとなった[10]。

## 参加アーティストのコメント

### 岡村靖幸
- 担当楽曲：影になって

### YOASOBI
- 担当楽曲：中央フリーウェイ

### 桑田佳祐
- 担当楽曲：Kissin' Christmas (クリスマスだからじゃない) 2023

### Nina Kraviz
- 担当楽曲：春よ、来い

### RHYMESTER
- 担当楽曲：SATURDAY NIGHT ZOMBIES

### YONCE
- 担当楽曲：真珠のピアス

### 乃木坂46・小室哲哉
- 担当楽曲：守ってあげたい

### くるり
- 担当楽曲：輪舞曲（ロンド）

### GLIM SPANKY
- 担当楽曲：真夏の夜の夢

## 収録曲
| 全作詞・作曲: 松任谷由実（※特記以外）。 | |                         |                         |
| #                                       | タイトル | 作詞                    | 作曲・編曲              |
| 1.                                      | 「影になって」(岡村靖幸 cheers 松任谷由実)                                                                  | 松任谷由実（※特記以外） | 松任谷由実（※特記以外） |
| 2.                                      | 「中央フリーウェイ」(YOASOBI cheers 松任谷由実 (追加作詞・作曲、編曲：Ayase))                               | 松任谷由実（※特記以外） | 松任谷由実（※特記以外） |
| 3.                                      | 「Kissin' Christmas (クリスマスだからじゃない) 2023」(桑田佳祐&松任谷由実(※作詞:松任谷由実、作曲:桑田佳祐)) | 松任谷由実（※特記以外） | 松任谷由実（※特記以外） |
| 4.                                      | 「今だから」(松任谷由実 小田和正 財津和夫(※松任谷、小田、財津の3人による作詞・作曲))                        | 松任谷由実（※特記以外） | 松任谷由実（※特記以外） |
| 5.                                      | 「春よ、来い (Nina Kraviz Remix)」(Nina Kraviz, Yumi Matsutoya)                                             | 松任谷由実（※特記以外） | 松任谷由実（※特記以外） |
| 6.                                      | 「SATURDAY NIGHT ZOMBIES」(RHYMESTER cheers 松任谷由実 (追加作詞：Mummy-D, 宇多丸))                         | 松任谷由実（※特記以外） | 松任谷由実（※特記以外） |
| 7.                                      | 「真珠のピアス」(YONCE cheers 松任谷由実)                                                                   | 松任谷由実（※特記以外） | 松任谷由実（※特記以外） |
| 8.                                      | 「守ってあげたい」(乃木坂46 cheers 松任谷由実（produced by 小室哲哉）)                                      | 松任谷由実（※特記以外） | 松任谷由実（※特記以外） |
| 9.                                      | 「輪舞曲(ロンド)」(くるり cheers 松任谷由実)                                                                | 松任谷由実（※特記以外） | 松任谷由実（※特記以外） |
| 10.                                     | 「真夏の夜の夢」(GLIM SPANKY cheers 松任谷由実)                                                             | 松任谷由実（※特記以外） | 松任谷由実（※特記以外） |
| 11.                                     | 「今だから（another version）（CD Only / Secret Track）」(松任谷由実 小田和正 財津和夫)                     | 松任谷由実（※特記以外） | 松任谷由実（※特記以外） |
| 合計時間:                               | 合計時間:                                                                                                   | 0:00                    |                         |

| #         | タイトル                                                                   | 作詞 | 作曲・編曲 |
| --------- | -------------------------------------------------------------------------- | ---- | ---------- |
| 1.        | 「“ユーミン返杯”参加アーティストへ〜ユーミンからのメッセージ〜」(特典映像) |      |            |
| 合計時間: | 合計時間:                                                                  | 0:00 |            |

## 演奏
- 松任谷由実／荒井由実
  - Vocal
  - Backing Vocal (#3)
- 岡村靖幸：Vocal, Reproduce, All Instruments except Yuming's Voice (#1)
- ikura (YOASOBI)：Vocal (#2)
- Ayase (YOASOBI)：Arrangement (#2)
- Rockwell：Guitar (#2)
- 桑田佳祐：Vocal, Acoustic Guitar, Electric Guitar, Hand Clap & Backing Vocal, Arrangement (#3)
- 片山敦夫：Piano, Synth-Bass, Synth-Organ, Synth-Bell & Synthesizer, Arrangement (#3)
- 曽我淳一：Synth-Organ, Synthesizer, Rhythm Programming (#3)
- 原由子：Chorus Arrangement, Backing Vocal (#3)
- 河内淳一：Electric Guitar (#3)
- 小田和正、財津和夫：Vocals (#4)(#11[注 2])
- 坂本龍一：Keyboards, Sound Producer, Arrangement (#4)(#11[注 2])
- 高中正義：Electric Guitars (#4)
- 高橋幸宏：Drums (#4)
- 後藤次利：Electric Bass (#4)
- ニーナ・クラヴィッツ：Remix (#5)
- Mr. Drunk：Reconstruct (#6)
- Mummy-D、宇多丸 (RHYMESTER)：Rap (#6)
- DJ JIN (RHYMESTER)：Turntable (#6)
- YONCE (Suchmos)：Vocal, Guitar, etc (#7)
- 栗田祐輔：Keyboards, etc (#7)
- 栗田将治：Guitars, Bass, etc (#7)
- 久保史緒里、井上和、林瑠奈、奥田いろは、中西アルノ、五百城茉央 (乃木坂46)：Vocals (#8)
- 小室哲哉：Producer (#8)
- 岸田繁 (くるり)：Arrangement, All Additional Tracks Playing, Programming & Recording (#9)
- 佐藤征史 (くるり)：Contrabass, All Additional Tracks Recording (#9)
- GLIM SPANKY：Arrangement (#10)
- 松尾レミ (GLIM SPANKY)：Vocal, Chorus, Percussion (#10)
- 亀本寛貴 (GLIM SPANKY)：Guitar, Programming (#10)
- 伊藤大地：Drums (#10)